# Contact (1997)
Contact ist ein Science-Fiction-Drama aus dem Jahr 1997 des Regisseurs Robert Zemeckis mit Jodie Foster und Matthew McConaughey in den Hauptrollen. Das Drehbuch basiert auf dem Roman Contact von Carl Sagan aus dem Jahr 1985, welcher wiederum auf einem früheren Drehbuch basiert, das Sagan zusammen mit seiner Ehefrau Ann Druyan verfasst hatte. Der Film kam am 9. Oktober 1997 in die deutschen Kinos.

## Inhalt

### Handlung

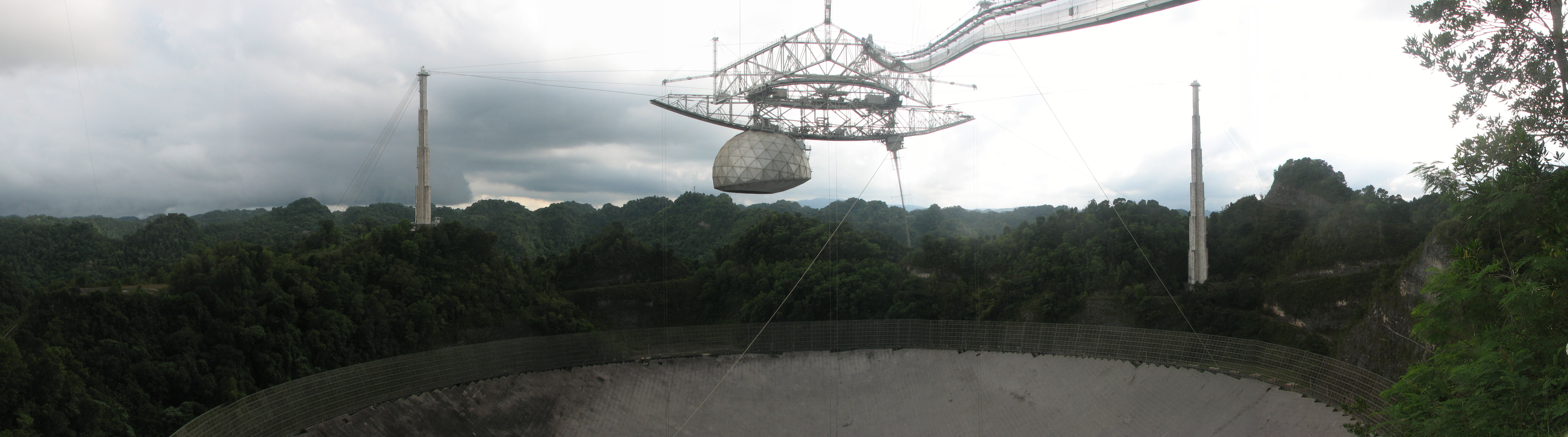
Arecibo-Teleskop, Puerto Rico

Während ihrer gemeinsamen Arbeit für das SETI-Projekt am Arecibo-Observatorium in Puerto Rico lernt Ellie Arroway den brillanten blinden Astrophysiker Kent Clark und den Assistenten Fisher kennen und schätzen. Zudem verbringt sie mit dem Schriftsteller „Pater“ Palmer Joss eine gemeinsame Nacht, wobei der Kontakt zunächst von ihr nicht aufrechterhalten wird. Aufgrund des Mangels an vorzeigbaren Erfolgen und der hohen Kosten lässt ihr ehemaliger Mentor Dr. David Drumlin die Finanzmittel für das SETI-Projekt streichen.

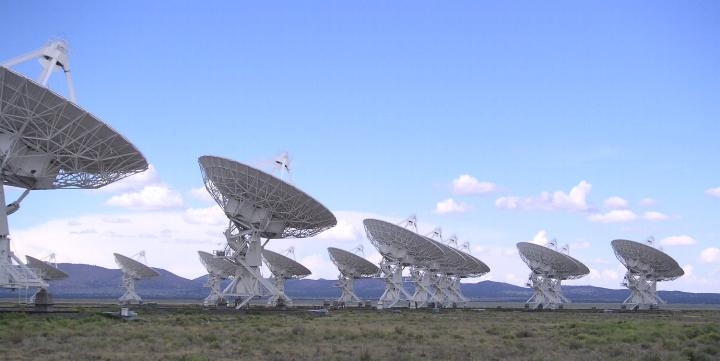
Very Large Array, New Mexico

Der Großindustrielle S. R. Hadden, ein langjähriger Förderer Ellies, ermöglicht es ihr, die Suche in New Mexico mit den gekoppelten Radioteleskopen des Very Large Array fortzusetzen. Sie empfängt ein verschlüsseltes Radiosignal aus dem Wega-System. Es besteht aus einer Folge von Primzahlen und enthält als Oberwelle nicht nur Fernsehbilder von Adolf Hitlers Eröffnungsrede der Olympischen Sommerspiele 1936, sondern darüber hinaus den Bauplan für eine Maschine, von der vermutet wird, dass sie den Transport eines Menschen zu den Absendern bewerkstelligen kann. Eine Kommission, der auch Palmer Joss angehört, soll einen geeigneten Kandidaten für den Transport ermitteln. Dr. Arroway wird als Repräsentant der Erdbevölkerung abgelehnt, da die Kommission sie als Agnostikerin für nicht geeignet hält, eine mehrheitlich gläubige Menschheit zu vertreten. Stattdessen soll ihr ehemaliger Widersacher Dr. Drumlin die Reise antreten. Während eines Testlaufs wird die Maschine durch ein Selbstmordattentat des religiösen Fanatikers Joseph zerstört, bei dem auch Dr. Drumlin getötet wird.

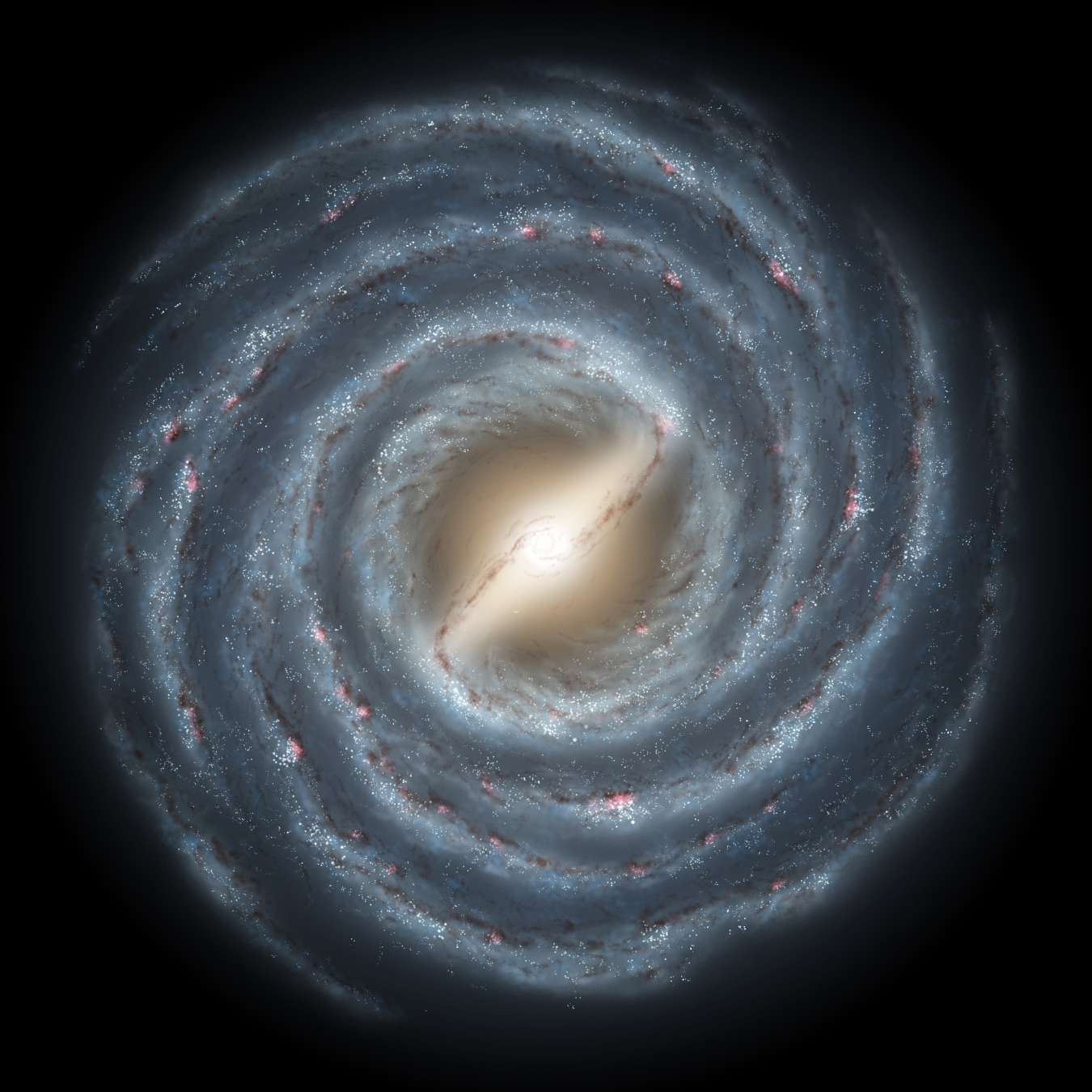
NASA-Illustration der Milchstraße

Von Hadden erfährt sie, dass parallel eine zweite Maschine auf der japanischen Insel Hokkaidō gebaut wurde. Mit Hilfe dieser Maschine reist sie in einer Kapsel durch ein Wurmlochsystem zum Wega-System und schließlich zu einem Sandstrand mit einem unbekannten Sternenhimmel, wo sie auf ein Wesen in der Gestalt ihres verstorbenen Vaters trifft. In dem folgenden Gespräch wird ihr erklärt, dass es noch viele weitere Zivilisationen im Universum gebe, von denen manche dasselbe Transportsystem nutzen, wobei jedoch unklar sei, wer dieses einst erschaffen habe. Im weiteren Verlauf erfährt Ellie, dass diese Art der Kontaktanbahnung von den Unbekannten schon seit Jahrmilliarden praktiziert werde.
Ellie verliert das Bewusstsein. Als sie erwacht, befindet sie sich wieder in Hokkaidō und liegt in ihrer Kapsel. Wie sich herausstellt, ist während ihrer Reise, deren Dauer sie auf etwa 18 Stunden schätzt, auf der Erde nur ein Sekundenbruchteil vergangen, und es wird allgemein bezweifelt, dass die Reise tatsächlich stattgefunden hat. Von Außen betrachtet ist ihre Kapsel lediglich herabgefallen, und in einem Sicherheitsnetz gelandet. Die von Ellie beschriebenen Erlebnisse werden als Wahrnehmungstäuschungen oder Halluzinationen abgetan. Es wird auch in Betracht gezogen, dass Hadden, der inzwischen gestorben ist, den ganzen Vorgang, das empfangene Signal inbegriffen, geschickt inszeniert haben könnte. Ein internes Gespräch zweier Regierungsbeamter offenbart jedoch, dass die von Ellie mitgeführte Videokamera 18 Stunden lang Aufzeichnungen gemacht hat, wobei der Speicherchip nur Rauschen, aber keine verwertbaren Informationen enthält. Ellie hat also keinerlei Beweise dafür, dass die Reise tatsächlich stattgefunden hat. 

### Anfangssequenz
Der Film beginnt mit einer dreiminütigen computergenerierten Reise von der Erde durch unser Sonnensystem, die Milchstraße, die Magellansche Wolken, die Sombrerogalaxie M104 und das Universum zu/aus dem Auge der jungen Ellie Arroway. Während dieser simulierten Kamerafahrt sind Ausschnitte bekannter Lieder oder Zitate zu hören, welche die Entfernung der Radiowellen von der Erde veranschaulichen sollen. Dabei gibt es allerdings keinen wirklichkeitsnahen Bezug der präsentierten Bild- und Toninformationen zueinander, da die Audiosequenzen nicht zu der jeweiligen Entfernung des gezeigten Bildmaterials passen.
Die zu hörenden Ausschnitte sind:
- 1997: Semi-Charmed Life von der Gruppe Third Eye Blind
- 1994: Angry Days – Solo, von Lagwagon
- 1996: Wannabe von den Spice Girls
- 1994: Titelmelodie der Fernsehserie Emergency Room
- 1993:  God Shuffled His Feet von den Crash Test Dummies
- 1991: „Clearly I've never been there…“: Bernard Shaw, Zweiter Golfkrieg
- 1989: Überleitungsmusik aus der Fernsehserie Seinfeld
- 1985: Broken Wings von Mr. Mister
- 1985: The Power of Love von Huey Lewis & the News
- 1986: „Obviously a major malfunction…“ (deutsch: „Offensichtlich eine größere Fehlfunktion…“): Zitat von Steve Nesbitt, Mission Control während der Challenger-Katastrophe
- 1982: I Ran von A Flock of Seagulls
- 1978: Titelmelodie der Fernsehserie Dallas
- 1979: Funkytown von Lipps, Inc.
- 1975: Low Rider von War
- 1978: Boogie Oogie Oogie von A Taste of Honey
- 1980: „Sometimes You Feel Like A Nut…“, in den USA bekannter Werbe-Slogan für die Schokoriegel Almond Joy und Mounds
- 1973: „I am not a crook“ (deutsch: „Ich bin kein Gauner“): Zitat aus einer Rede von Richard Nixon anlässlich einer Pressekonferenz während der Watergate-Affäre
- 1971: I’d Like to Teach the World to Sing von den New Seekers
- 1969: „One small step for (a) man …“ (deutsch: „Ein kleiner Schritt für einen Menschen…“): Zitat von Neil Armstrong beim erstmaligen Betreten des Mondes durch einen Menschen
- 1968: „Robert Kennedy was shot in that ballroom…“
- 1969:  White Bird von It’s A Beautiful Day
- 1964: My Guy von Mary Wells
- 1963:  „Thank God almighty, we are free at last“: Zitat aus einer Rede von Martin Luther King
- 1963: Surfin’ USA von den Beach Boys
- 1963: „A sniper has fired at President Kennedy“: Der amerikanische Anchorman Walter Cronkite gibt das Attentat auf John F. Kennedy bekannt
- 1959: Titelmelodie der Fernsehserie Twilight Zone
- 1961:  Please Mr. Postman von den Marvelettes
- 1960: Itsy Bitsy Teenie Weenie Yellow Polka Dot Bikini von Brian Hyland
- 1958: Volare (Nel blu dipinto di blu) von Dean Martin
- 1951: „Are you now or have you ever been…“ (deutsch: „Sind Sie derzeit oder waren Sie je…“): Zitat des Politikers Joseph McCarthy aus den Verhören der McCarthy-Ära
- 1951: „Old soldiers never die…“ (deutsch: „Alte Soldaten sterben nie…“): Zitat von Douglas MacArthur aus einer Rede vor dem amerikanischen Kongress
- 1949: The Lone Ranger Eröffnungsmelodie
- 1941: „1941, a date that will live in infamy“ (deutsch: „1941, Ein Tag, der als Schande fortleben wird“): aus einer Rede von Franklin Delano Roosevelt nach dem Angriff auf Pearl Harbor
- 1936: Eröffnungsrede von Adolf Hitler anlässlich der Olympischen Sommerspiele von 1936
- 1939: Over the Rainbow von Harold Arlen und E. Y. Harburg für den Film Das zauberhafte Land
- 1930er: We’re In the Money von Al Dubin und Harry Warren für den Film Goldgräber von 1933

### Motive des Films

#### Wissenschaft und Religion
Ein zentrales Motiv des Films ist der Disput zwischen Wissenschaft (Ratio) und Religion (Glaube). Während das Weltbild von Ellie Arroway als Wissenschaftlerin auf nachweisbaren Fakten beruht und nicht auf dem Glauben, muss auch sie am Ende erfahren, dass ihr Erlebnis trotz der 18-stündigen Videoaufzeichnung nur dann für andere Menschen zu einem Teil der Wirklichkeit wird, wenn ihr Glauben geschenkt wird.

#### Ockhams Rasiermesser
Ein weiteres Motiv des Films ist das wissenschaftliche Prinzip von Ockhams Rasiermesser: Pluralitas non est ponenda sine necessitate (Vielzahl ist nicht ohne Notwendigkeit vorauszusetzen) bzw. Entia non sunt multiplicanda praeter necessitatem (Es sind nicht mehr Dinge anzunehmen als notwendig). Dieses besagt, dass von mehreren Theorien für denselben Sachverhalt die simpelste Theorie die plausibelste sei, also diejenige, die mit den wenigsten zusätzlichen Annahmen und Voraussetzungen auskommt. Ellie Arroway argumentiert damit in philosophischen Diskussionen mit Palmer Joss. Anhand Ockhams Rasiermesser lasse sich die Existenz eines höheren Wesens für unwahrscheinlich erklären, weil der Wunsch der Menschen nach höheren Mächten eine simplere Erklärung für deren Gläubigkeit darstelle. Gegen Ende des Films führen Ellies fehlende Beweise für ihre Begegnung mit außerirdischen Wesen dazu, dass ihre Geschichte vor einem Untersuchungsausschuss als unwahrscheinlich beziehungsweise unglaubwürdig eingeschätzt wird; Ellie bleibt jedoch auch in dieser Situation ihren wissenschaftlichen Prinzipien treu und lässt ihre Befürwortung von Ockhams Rasiermesser unangetastet, obwohl damit ihr wissenschaftlicher Ruf auf dem Spiel steht.

## Hintergrund
Im Film haben zahlreiche Personen des öffentlichen Lebens kurze Gastrollen, in denen sie sich selbst spielen. Darunter 13 Fernsehreporter des Nachrichtensenders CNN (Larry King, Bernard Shaw, Leon Harris, Claire Shipman, Tabitha Soren, Natalie Allen, Robert D. Novak, Jill Dougherty, John Holliman, Bobbie Battista, Bryant Gumbel, Linden Soles, Geraldine A. Ferraro), Moderator Geraldo Rivera, der Moderator der Tonight Show Jay Leno, Schriftstellerin Ann Druyan sowie die Pressesprecherin des Weißen Hauses Dee Dee Myers.
Für die Darstellung des Präsidenten der Vereinigten Staaten Bill Clinton wurde auf Archivmaterial zurückgegriffen; historische Reden wurden so kombiniert, als spräche der Präsident über den außerirdischen Kontakt und befände sich am Drehort. Dies führte zu einem Protestbrief des Weißen Hauses, der die Dauer und Art und Weise dieser Collage als „unangebracht“ kritisiert. Sprecher des Weißen Hauses räumten ein, dass durch den 1. Zusatzartikel zur Verfassung der Vereinigten Staaten die Darstellung des Präsidenten in einer Parodie oder Satire zwar erlaubt sei, es jedoch etwas anderes wäre, den Präsidenten in einem kommerziellen Film so darzustellen, als hätte er etwas gesagt, das er so nie gesagt habe. Die Filmmacher entgegneten, sie hätten das Drehbuch dem „Weißen Haus“ gegenüber offengelegt. Zudem äußerte Regisseur Robert Zemeckis die Meinung, die Darstellung des Präsidenten der Vereinigten Staaten unterläge der Gemeinfreiheit („public domain“).
Kurz nach der Beschwerde des Weißen Hauses kam auch aus der Führungsriege des Nachrichtensenders CNN Kritik an der massiven Präsenz von CNN-Mitarbeitern im Film auf. So äußerte sich CEO Tom Johnson im Nachhinein kritisch darüber, dass 13 Mitarbeitern die Erlaubnis zum Auftritt im Film gegeben wurde: „Ich glaube nicht, dass es eine gute Idee ist, Reporter in Spielfilmen auftreten zu lassen. Die CNN-Präsenz im Film erzeugt den Eindruck, dass wir von Time Warner manipuliert werden, und es verwischt die Grenzlinie.“
Der Film endet mit der Widmung „For Carl“. Damit ist der Autor der Buchvorlage Carl Sagan gemeint, der – ebenso wie seine Frau Ann Druyan – an der Produktion des Films beteiligt war, jedoch noch vor Fertigstellung des Films am 20. Dezember 1996 verstarb. Auf die Frage, ob er persönlich an die Existenz hochentwickelten Lebens im All glaube, antwortete er: „Das Schlüsselwort in dieser Frage ist ‚glauben‘. Meiner Ansicht nach glaubt man nur aufgrund zwingender Beweise.“
Gegen Ende des Films wird einer seiner Schlüsselsätze durch Jodie Foster alias Ellie Arroway nochmals ausgesprochen: „Wenn wir die einzigen sind (im Universum), wäre das eine ziemliche Platzverschwendung.“ (Im Original: So if it’s just us … seems like an awful waste of space.)

## Synchronisation
Die deutsche Synchronisation entstand nach einem Dialogbuch und unter der Dialogregie von Frank Schaff im Auftrag der Berliner Interopa Film GmbH.
| Darsteller           | Sprecher                 | Rolle                   |
| -------------------- | ------------------------ | ----------------------- |
| Jodie Foster         | Hansi Jochmann           | Ellie Arroway           |
| Matthew McConaughey  | Benjamin Völz            | Palmer Joss             |
| Jena Malone          | Marie-Luise Schramm      | Ellie (jung)            |
| David Morse          | Bernd Schramm            | Ted Arroway             |
| Tom Skerritt         | Bodo Wolf                | David Drumlin           |
| John Hurt            | Jürgen Thormann          | S.R. Hadden             |
| James Woods          | Frank Glaubrecht         | Michael Kitz            |
| Angela Bassett       | Martina Treger           | Rachel Constantine      |
| Geoffrey Blake       | Michael Nowka            | Fisher                  |
| William Fichtner     | Bernd Vollbrecht         | Kent                    |
| Henry Strozier       | Gerd Holtenau            | Priester                |
| Rob Lowe             | Nicolas Böll             | Richard Rank            |
| Dan Gifford          | Hans-Jürgen Wolf         | Jeremy Roth             |
| Jake Busey           | Andreas Fröhlich         | Joseph                  |
| Sami Chester         | Torsten Münchow          | Vernon                  |
| Michael Chaban       | Till Hagen               | Vorsitzender von Hadden |
| Max Martini          | Tobias Meister           | Willie                  |
| Donna J. Kelley      | Liane Rudolph            | Donna J. Kelley         |
| Jay Leno             | Thomas Danneberg         | Jay Leno                |
| Larry King           | Andreas Thieck           | Larry King              |
| Linden Soles         | Hubertus Bengsch         | Linden Soles            |
| Natalie Allen        | Katharina Koschny        | Natalie Allen           |
| Robert D. Novak      | Karl-Maria Steffens      | Robert D. Novak         |
| Claire Shipman       | Silvia Mißbach           | Claire Shipman          |
| Geraldine A. Ferraro | Marianne Groß            | Geraldine A. Ferraro    |
| Conroy Chino         | Frank Ciazynski          | KOB-TV Reporter         |
| Bernard Shaw         | Engelbert von Nordhausen | Bernard Shaw            |
| Condoleezza Rice     | Joseline Gassen          | Condoleezza Rice        |
| Jerry Griffin        | Joachim Nottke           | Dynamic Controller      |
| Yuji Okumoto         | Frank Schaff             | Electrical              |
| Thomas Garner        | Andreas Hosang           | Ian Broderick           |
| Robin Gammell        | Klaus Jepsen             | IMC-Mann                |
| Steven Ford          | Raimund Krone            | Major Russell           |
| Tucker Smallwood     | K.Dieter Klebsch         | Mission Director        |
| Valorie Armstrong    | Marianne Lutz            | U.S. Senatorin          |

## Trivia
Der Roman „Contact“ von Carl Sagan ist bereits im Film „Die Fliege (1986)“ in Minute 12:17 bis 12:37 im Bücherregal oben rechts zu sehen.
Der Name des etwas mysteriösen Großindustriellen S. R. Hadden ist eine Anspielung auf den historischen und auch in der Bibel erwähnten assyrischen Großkönig Asarhaddon.
Im letzten Viertel des Films ist kurz zu sehen, dass an einem PC-Arbeitsplatz das Spiel Microsoft Space Cadet (ein Flipperspiel, das seit Microsoft Plus! unter Windows 95 veröffentlicht wurde) gestartet ist.

## Kritiken
„Ein nach einem Entwurf und unter Mitarbeit des Astronomen Carl Sagan entstandener Film, der eine Mischung aus konventioneller Hollywood-Story und ernsthafter Beschäftigung mit der gerade in diesem Jahrzehnt wieder populären Frage nach Sinn, Herkunft und Ziel des Lebens anbietet. Dabei nähert er sich dem Grenzbereich von Wissenschaft und Religion mit mehr Konsequenz, als man von einem kommerziellen Studio-Produkt erwartet hätte, und verdient vor allem im Umfeld der äußerlichen und vernichtungsorientierten Science-Fiction-Filme der letzten Jahre besondere Aufmerksamkeit.“

„Die Verfilmung des Bestsellers von Carl Sagan ist hervorragend gespielt, optisch brillant und von Anfang bis Ende geistreich durchdacht.“

„[…] ein in weiten Strecken durchaus realistisches und spannendes Science-Fiction-Szenario.“

„Carl Sagans Roman wurde von Zemeckis erbärmlich verfilmt und seiner kosmologischen Tiefe gänzlich beraubt. Lesen Sie unbedingt das Buch, aber sehen Sie sich bitte niemals den Film an!“

## Auszeichnungen
Der Film gewann mehrere Filmpreise, darunter den Golden Satellite Award, den International Monitor Award und den World Animation Celebration in der Kategorie Best Use of Animation as a Special FX in a Theatrical sowie den Hugo Award für die beste Adaptation eines Science-Fiction-Romans. 
Contact war ebenfalls für einen Academy Award (Bester Ton) und einen Golden Globe (Jodie Foster als Beste Schauspielerin) nominiert. 
Die Deutsche Film- und Medienbewertung (FBW) verlieh dem Film das Prädikat „besonders wertvoll“.

## Unterschiede zum Roman
Ellies familiärer Hintergrund weicht vom im Buch beschriebenen ab und wurde auch deutlich gekürzt: Ihre Mutter starb nicht im Kindbett, sondern stirbt an Altersschwäche nach den Hauptereignissen des Buches. Des Weiteren überbringt die Mutter ihrer Tochter die schreckliche Nachricht vom Verlust des Vaters. Ferner fällt die Figur von John Staughton, der Ellies Mutter nach dem Tod ihres Vaters heiratet, komplett aus dem Film und damit die Tatsache, dass er ihr wahrer Vater ist, wie Ellies Mutter nach ihrem Tod in einem Brief offenbart.
Im Buch lernt Ellie Palmer Joss nicht beim Arecibo-Teleskop kennen, und die im Film gezeigte Vertiefung der Beziehung wird zum Ende des Romans nur angedeutet.
Viele weltpolitische Dinge werden im Film, wenn überhaupt angesprochen, dann nur kurz angerissen: So ist der Präsident der Vereinigten Staaten im Roman eine Frau Lasker, und die Nachricht aus dem All erweist sich als so umfangreich und komplex, dass global zusammengearbeitet wird, um zuallererst zu gewährleisten, dass jedes Stück der Nachricht empfangen wird. Ebenso führt die Entschlüsselung der Nachricht zu einem neuen Zusammenrücken der Staaten und der Entdeckung neuer Industriezweige, die zum Bau der Maschine benötigt werden. Deren Kosten werden im Buch auch als pro Jahr deutlich höher beziffert, als der Gesamtbetrag im Film, weswegen die Kosten auf die gesamte Welt umgewälzt wurden.
Im Roman werden fünf Personen zu den Außerirdischen geschickt. Die „Maschine“ ist weniger spektakulär als im Film und bleibt für die Außenstehenden unbeweglich am Boden stehen, während die Insassen erleben, wie sie in ein Wurmloch fallen. Des Weiteren dauert die Reise in der Romanvorlage länger, da mehrere Systeme als Stationen durchflogen werden, ebenso ist die Verweildauer an den einzelnen Stationen lange genug, um zumindest rudimentäre Beobachtungen durchzuführen.
In der Romanvorlage von Carl Sagan findet Ellie am Ende eine Botschaft, die in der binären Darstellung der transzendenten Zahl Pi verborgen ist: ein Muster aus Nullen und Einsen, das einen Kreis darstellt. Den entscheidenden Hinweis dazu hat sie von den Außerirdischen erhalten, die nach eigenem Bekunden selbst nicht wissen, wer dafür verantwortlich ist. Da die Botschaft von jemandem stammen muss, der entweder an der Entstehung des Universums beteiligt war, oder der seine Gesetze nachträglich beeinflusst hat, gibt sich hier eine höhere Macht zu erkennen. Es handelt sich also um eine Art Gottesbeweis, gleichzeitig um einen Beweis dafür, dass das Gespräch mit den Außerirdischen stattgefunden hat.
Im Film wird am Ende S. R. Hadden verdächtigt, einen gigantischen Schwindel aufgezogen zu haben, während im Buch die an der Reise beteiligten Wissenschaftler dessen bezichtigt werden. Auch stirbt Hadden im Roman nicht an Krebs, sondern wird in seinem Streben nach Unsterblichkeit lebendig mit einer Kapsel in das äußere Sonnensystem geschossen, wo er hofft, die Zeit tiefgefroren zu überdauern, bis er gefunden und reanimiert werden kann.
Im Film (und in der Realität) besteht das Very Large Array aus 27 Radioteleskopen; im Roman von Carl Sagan wird die Anzahl der Einzelteleskope hingegen mit 131 angegeben und die Anlage als „Argus Array“ bezeichnet.